# Оксинский, Юзеф
Юзеф Оксинский (пол. Józef Oxiński) — польский националист, революционер. Активный участник Польского восстания 1863 года.
Майор повстанческих войск.

## Биография
Юзеф Оксинский родился 19 марта 1840 года в Плоцке в семье Томаша и Людвики Оксинских (в девичестве Шульц). Семья происходила из шляхетского рода герба Окша. Отец Оксинского был мелким чиновником в городской управе. Окончив реальное училище в Плоцке, поступил в Агрономический институт, который окончил в 1860 году. Вскоре после этого уехал в Италию, где был принят в Польскую военную школу в Генуе. В декабре 1862 года, вернувшись в Царство Польское, присоединился к организации «красных», в составе которой принял самое активное участие в подготовке будущего мятежа.

## После восстания
С апреля по ноябрь 1864 года Оксинский, объявленный в розыск, находился на территории Пруссии. 28 ноября 1864 года был арестован властями, однако в обмен на эмиграцию был освобожден от тюремного заключения, после чего уехал в Париж, где окончил школу политических наук и Институт строительства дорог и мостов. С 1870 года работал инженером-железнодорожником во Франции, в 1872 году переехал в Австро-Венгрию, где продолжил работать по специальности. Проживал в Кракове, затем в Новы-Сонче. В 1903 году переехал во Львов, где умер от пневмонии 13 ноября 1908 года.
Похоронен на Лычаковском кладбище.

## Личная жизнь
В 1876 году женился на Людвике Вицкевич, в браке родилось трое дочерей, среди них Елена и Ванда. Жена умерла в 1883 году при родах третьей дочери.